# Philharmonie de Cracovie
 (mars 2024).
La mise en forme du texte ne suit pas les recommandations de Wikipédia : il faut le « wikifier ».
Les points d'amélioration suivants sont les cas les plus fréquents. Le détail des points à revoir est peut-être précisé sur la page de discussion.
- Les titres sont pré-formatés par le logiciel. Ils ne sont ni en capitales, ni en gras.
- Le texte ne doit pas être écrit en capitales (les noms de famille non plus), ni en gras, ni en italique, ni en « petit »…
- Le gras n'est utilisé que pour surligner le titre de l'article dans l'introduction, une seule fois.
- L'italique est rarement utilisé : mots en langue étrangère, titres d'œuvres, noms de bateaux, etc.
- Les citations ne sont pas en italique mais en corps de texte normal. Elles sont entourées par des guillemets français : « et ».
- Les listes à puces sont à éviter, des paragraphes rédigés étant largement préférés. Les tableaux sont à réserver à la présentation de données structurées (résultats, etc.).
- Les appels de note de bas de page (petits chiffres en exposant, introduits par l'outil «  Source ») sont à placer entre la fin de phrase et le point final[comme ça].
- Les liens internes (vers d'autres articles de Wikipédia) sont à choisir avec parcimonie. Créez des liens vers des articles approfondissant le sujet. Les termes génériques sans rapport avec le sujet sont à éviter, ainsi que les répétitions de liens vers un même terme.
- Les liens externes sont à placer uniquement dans une section « Liens externes », à la fin de l'article. Ces liens sont à choisir avec parcimonie suivant les règles définies. Si un lien sert de source à l'article, son insertion dans le texte est à faire par les notes de bas de page.
- La présentation des références doit suivre les conventions bibliographiques. Il est recommandé d'utiliser les modèles {{Ouvrage}}, {{Chapitre}}, {{Article}}, {{Lien web}} et/ou {{Bibliographie}}. Le mode d'édition visuel peut mettre en forme automatiquement les références.
- Insérer une infobox (cadre d'informations à droite) n'est pas obligatoire pour parachever la mise en page.

Pour une aide détaillée, merci de consulter Aide:Wikification.
Si vous pensez que ces points ont été résolus, vous pouvez retirer ce bandeau et améliorer la mise en forme d'un autre article.
La Philharmonie de Cracovie (en polonais : Filharmonia Krakowska) est la principale salle de concert de la ville de Cracovie, en Pologne. Elle se compose d'une salle principale, dédiée aux représentations orchestrales (693 places) et de deux salles plus petites, la Salle Dorée et la Salle Bleue, dévolues aux concerts de musique de chambre.
Le complexe abrite l'orchestre philharmonique de Cracovie (en) ainsi que la formation Capella Cracoviensis, spécialisée dans la musique ancienne.

## Construction
Le bâtiment de la Philharmonie de Cracovie a été conçu par l'architecte polonais Józef Pokutynski, qui s'est inspiré librement, pour ses éléments néo-baroques, de la Maison du Peuple de Bruxelles. Grâce au soutien du prince et cardinal Adam Stefan Sapieha, la construction en est achevée en 1931. En 1996, un nouvel orgue de 50 tuyaux, conçu et construit par Klais Orgelbau, facteur d'orgues basé à Bonn, a été installé dans la salle, remplaçant ainsi l'ancien orgue de Karl Schuke.

## Historique

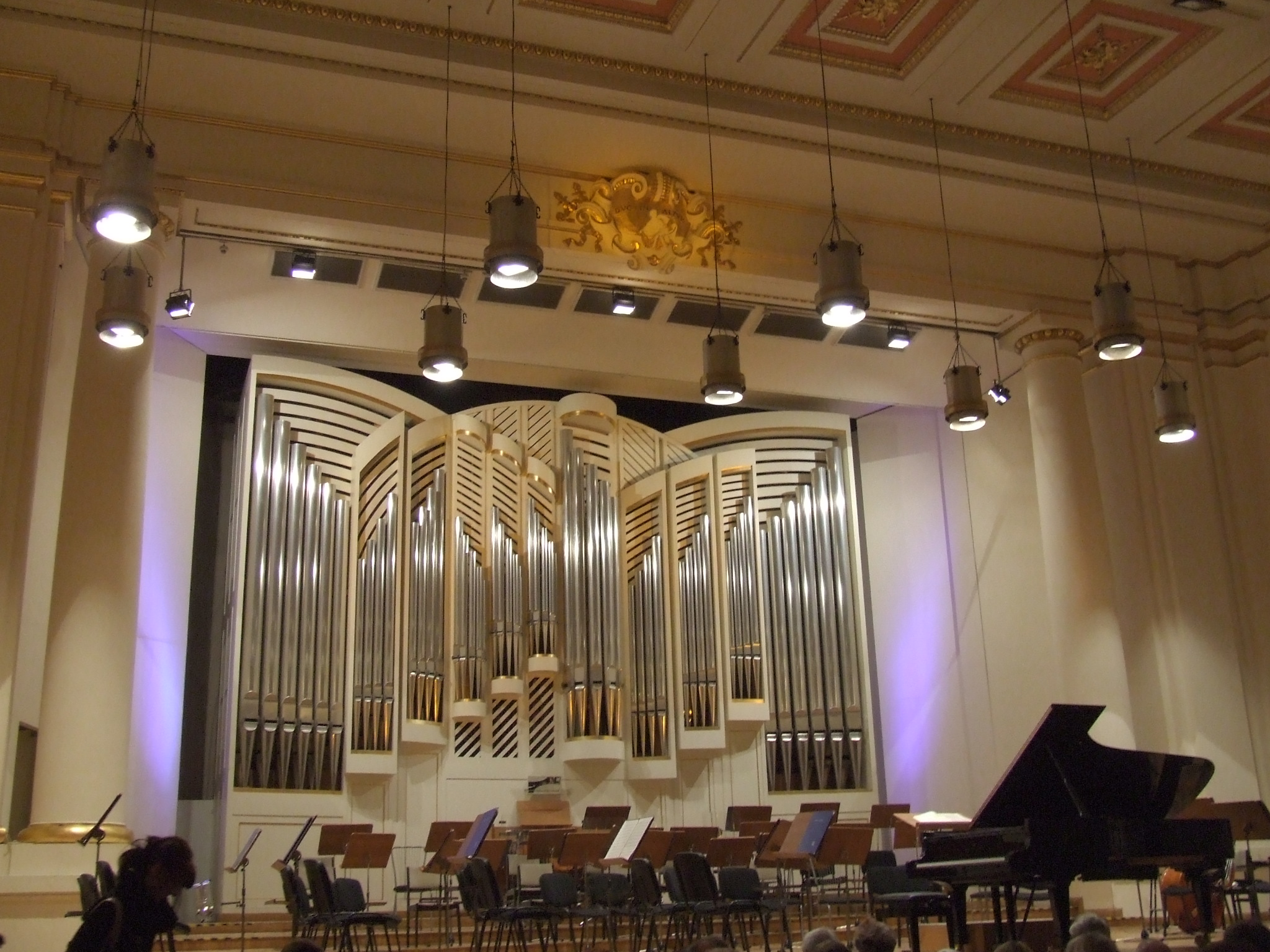
Intérieur de la Philharmonie de Cracovie, avec le nouvel orgue Klais

Les premiers efforts pour créer un orchestre symphonique permanent dans la ville de Cracovie remontent au XVIIIe siècle. Ce n'est cependant qu'en 1909, à l'instigation notamment du compositeur Feliks Nowowiejski (1877-1946), que se constitue une véritable formation professionnelle.
L'orchestre philharmonique de Cracovie (en) ainsi créé se produit alors régulièrement jusqu'à l'invasion de la Pologne en septembre 1939. Tout au long de l'entre-deux-guerres, la Philharmonie de Cracovie a également soutenu le Syndicat des musiciens professionnels polonais, destinés aux artistes qui se produisaient dans la ville, y compris dans les cafés et les cinémas muets. L'objectif du syndicat était de contribuer à la vie musicale locale par l'organisation de concerts symphoniques, tout en assurant le bien-être de ses membres ainsi que le niveau artistique de leurs performances.
Pendant l'occupation de la Pologne, sur ordre du gouverneur nazi établi à Cracovie Hans Frank, un nouvel orchestre "réservé aux Allemands" (Nur für Deutsche) est formé dès juillet 1940; il porte alors le nom d'Orchestre Symphonique du Gouvernement Général.
En février 1945, l'orchestre philharmonique de Cracovie (en) reprend ses activités. C'est alors le premier orchestre symphonique professionnel de la Pologne d'après-guerre. Placé sous la direction du professeur Zygmunt Latoszewski, il est toujours en activité.
Depuis se sont succédé à la baguette de prestigieux chefs d'orchestre et directeurs musicaux comme Witold Rowicki, le compositeur Krzysztof Penderecki, Gilbert Levine (1987-1993) ou Paweł Przytocki (mars 2009 - septembre 2012). A côté des concerts symphoniques, la Philharmonie de Cracovie s'investit également dans l'organisation de festivals, de récitals ou de concerts éducatifs à destination des enfants et adolescents.

## Solistes
La longue liste des solistes de renommée internationale s'étant produits sur la scène de la Philharmonie inclut : Victoria de los Angeles, Claudio Arrau, Gina Bachauer, Arturo Benedetti Michelangeli, Cathy Berberian, Stanislav Bunin, Shura Cherkassky, Zara. Dolukhanova, Dorothy Dorow, Annie Fischer, Emil Gilels, Sidney Harth, Gary Karr, Nigel Kennedy, Leonid Kogan, Gidon Kremer, Nikita Magaloff, Witold Małcużyński, Yehudi Menuhin, Midori Gotō, Shlomo Mintz, Tatiana Nikolayeva, Lev Oborin, Garrick Ohlsson, David Oistrakh, Igor Oistrakh, Vlado Perlemuter, Maurizio Pollini, Ruggiero Ricci, Mstislav Rostropovich, Sviatoslav Richter, Artur Rubinstein, Isaac Stern, Daniil Shafran, Henryk Szeryng, Narciso Yepes, Yo-Yo Ma et Teresa Żylis-Gara, soprano polonaise qui y a fait ses débuts en 1956,.